# Ken Charles
Kenneth M. Charles (10 juli 1951) is een voormalig basketballer en basketbalcoach uit Trinidad en Tobago.

## Carrière
Charles speelde collegebasketbal voor de Fordham Rams van 1970 tot 1973. In 1973 werd hij als 38e gekozen in de derde ronde door de Buffalo Braves. Hij speelde van 1973 tot 1976 voor hen. In de zomer van 1976 werd hij samen met Dick Gibbs geruild naar de Atlanta Hawks voor Tom Van Arsdale. Bij de Hawks speelde hij nog een seizoen.
In 2000 werd hij coach van de Brooklyn Kings uit de United States Basketball League en bleef dat tot 2007. Van 2004 tot 2005 was hij tevens coach van de Harlem Strong Dogs.

## Erelijst
- Nummer 44 teruggetrokken door de Fordham Rams
- USBL Coach of the Year: 2005

## Statistieken

### Regulier seizoen
| Seizoen  | Team           | WG  | WS | MPW  | 2P% | 3P% | FW%  | RPW | APW | SPW | BPW | PPW  |
| -------- | -------------- | --- | -- | ---- | --- | --- | ---- | --- | --- | --- | --- | ---- |
| 1973/74  | Buffalo Braves | 59  | -  | 11,7 | -   | -   | 67,1 | 1,1 | 0,9 | 0,5 | 0,2 | 3,9  |
| 1974/75  | Buffalo Braves | 79  | -  | 21,4 | -   | -   | 82,2 | 2,1 | 2,2 | 1,1 | 0,3 | 7,6  |
| 1975/76  | Buffalo Braves | 81  | -  | 27,7 | -   | -   | 78,5 | 2,7 | 2,5 | 1,5 | 0,6 | 10,1 |
| 1976/77  | Atlanta Hawks  | 82  | -  | 30,3 | -   | -   | 80,1 | 2,0 | 3,6 | 1,7 | 0,5 | 11,1 |
| 1977/78  | Atlanta Hawks  | 21  | -  | 24,8 | -   | -   | 84,0 | 1,1 | 3,9 | 1,2 | 0,2 | 9,0  |
| Carrière | Carrière       | 322 | -  | 23,7 | -   | -   | 78,9 | 2,0 | 2,5 | 1,3 | 0,4 | 8,5  |

### Play-offs
| Seizoen  | Team           | WG | WS | MPW  | 2P% | 3P% | FW%  | RPW | APW | SPW | BPW | PPW |
| -------- | -------------- | -- | -- | ---- | --- | --- | ---- | --- | --- | --- | --- | --- |
| 1973/74  | Buffalo Braves | 2  | -  | 5,0  | -   | -   | -    | 1,0 | 0,0 | 0,0 | 0,0 | 3,0 |
| 1974/75  | Buffalo Braves | 7  | -  | 29,7 | -   | -   | 72,7 | 1,9 | 2,6 | 0,9 | 0,7 | 7,4 |
| 1975/76  | Buffalo Braves | 9  | -  | 26,4 | -   | -   | 69,2 | 2,9 | 1,6 | 0,8 | 0,7 | 5,9 |
| Carrière | Carrière       | 18 | -  | 25,3 | -   | -   | 70,8 | 2,3 | 1,8 | 0,7 | 0,6 | 6,2 |